# Anna Kalinskaya
Anna Kalinskaya, née le 2 décembre 1998 à Moscou, est une joueuse de tennis russe, professionnelle depuis 2015.

## Carrière

### 2019-2021: apparition dans le Top 100 sans confirmer et première victoire sur une Top 10
La joueuse russe réussit son début d'année avec un titre ITF à Playford, sortant en finale la 182e mondiale, Elena Rybakina, puis en s'extirpant des qualifications pour l'Open d'Australie où elle doit s'incliner logiquement dès le premier tour contre Aryna Sabalenka, onzième mondiale (1-6, 4-6).
Les mois suivants la voient échouer à chaque fois en qualifications à Saint-Pétersbourg, Doha, Budapest, Stuttgart et Prague. Elle réussit néanmoins son retour sur le circuit ITF avec un nouveau titre à Saint Gaudens contre la Roumaine Ana Bogdan, juste avant Roland Garros où elle échoue pour la troisième année de suite à se qualifier avec une défaite au premier tour contre Varvara Lepchenko. Elle ne perd pas espoir et montre ses capacités sur gazon avec un premier tour perdu à Bois-Le-Duc contre sa compatriote Natalia Vikhlyantseva (2-6, 3-6) et une première participation en carrière à Wimbledon où elle est sortie par la Polonaise Magda Linette (0-6, 6-7) qui gagne alors son premier match sur le Grand Chelem londonien.
En 2019, elle atteint sa première finale en double sur le circuit WTA à Saint-Pétersbourg avec Viktória Kužmová puis remporte son premier titre à Prague.
Fin juillet, elle sort encore une fois des qualifications à Washington et gagne son premier match dans un tableau final d'un tournoi WTA contre la Japonaise Nao Hibino (6-1, 6-1). Elle renverse de justesse la Portoricaine Mónica Puig (2-6, 7-6, 6-4) et sort une ancienne Top 10, la Française Kristina Mladenovic (6-4, 4-6, 6-2) en quarts de finale. Réussissant le meilleur tournoi de sa carrière jusqu'à présent, elle est battue en trois manches en demi-finale par la locale Jessica Pegula (3-6, 6-3, 1-6), alors seulement classée 79e. Elle enchaîne avec une qualification à l'US Open où elle hérite de Sloane Stephens, vainqueur du tournoi deux ans plus tôt et dixième mondiale. Elle surprend son adversaire (6-3, 6-4), remportant ainsi sa première victoire en Grand Chelem et battant sa première Top 10 en carrière. Elle ne profite cependant pas d'un deuxième tour clément en sortant contre l'invitée Kristie Ahn (2-6, 3-6) qui réussit à l'occasion de ce tournoi la meilleure performance de sa carrière en Majeur.
Grâce à ces résultats, elle rentre directement dans le tableau final du tournoi de Tachkent, y sort la qualifiée Harriet Dart (6-4, 6-4) et renverse Tatjana Maria (3-6, 7-5, 6-2) avant d'être écrasée par l'Ukrainienne Katarina Zavatska (0-6, 2-6).
Elle termine la saison par une autre victoire sur sa compatriote Anastasia Potapova dans sa ville natale, à Moscou (6-0, 3-6, 6-4), échouant sèchement au deuxième tour contre Ekaterina Alexandrova (1-6, 1-6). Elle parvient ainsi de justesse à intégrer le Top 100 en fin de saison pour la toute première fois de sa carrière.
Sa saison 2020 est impactée comme toutes les autres joueuses, par la pandémie de Covid-19. Comme l'année passée, elle parvient à sortir des qualifications à l'Open d'Australie mais échoue pour la troisième année de suite au premier tour contre la Chinoise Zheng Saisai (3-6, 2-6). Elle présente ensuite deux défaites d'entrée à Acapulco contre Tamara Zidanšek (3-6, 4-6) et au Challenger d'Indian Wells contre une joueuse pourtant plus mal classée qu'elle, Usue Maitane Arconada (0-6, 4-6). Sortie des qualifications à Lexington, elle perd de nouveau lors de son premier match dans le tableau final contre la Suissesse Jil Teichmann (2-6, 5-7), puis rentre pour la première fois de sa carrière dans le tableau d'un WTA 1000 à Cincinnati où elle perd contre la Tchèque Marie Bouzková (1-6, 5-7). Elle parvient à entrer directement dans le tableau de l'US Open une semaine plus tard et remporte son seul match WTA dans un tableau final de la saison contre la Serbe Nina Stojanović (6-4, 6-3) qui joue pour la première fois le tournoi avant de tomber contre une autre Tchèque, Karolína Muchová (3-6, 6-7).
Malgré son échec en qualifications à Rome, elle parvient à disputer pour la première fois de sa vie Roland Garros, où elle bénéficie d'un tirage clément, affrontant la Canadienne Eugenie Bouchard, mais n'en profite pas, tombant contre l'ancienne demi-finaliste (4-6, 4-6).
Son début de saison 2021 est décevant avec un échec en qualifications à l'Open d'Australie et deux éliminations au premier tour à Melbourne contre la 371e mondiale Katie Boulter (1-6, 3-6) et la Canadienne Leylah Fernandez (5-7, 6-4, 4-6), finaliste surprise en fin de saison à l'US Open à Guadalajara. Elle rebondit en mars à Monterrey où elle parvient dans le tableau final, puis bat l'Argentine Nadia Podoroska (6-4, 6-4), demi-finaliste l'année passée à Roland Garros, et de nouveau Nina Stojanović (6-4, 6-3), échouant en quart de finale contre la qualifiée Viktorija Golubic, finaliste du tournoi mexicain (2-6, 4-6) quelques jours plus tard. Ayant accès au tableau final du WTA 1000 de Miami elle remporte son premier match dans un tournoi de cette catégorie contre la Roumaine Irina-Camelia Begu (6-4, 7-6). Elle enchaîne avec un autre succès serré contre Petra Martić (5-7, 6-2, 7-6), 21e joueuse mondiale et résiste devant l'Espagnole Garbiñe Muguruza (6-4, 3-6, 4-6), ancienne numéro une et qui remporte alors son dernier match à Miami.
Le passage sur terre battue est délicat avec une petite victoire en quatre tournois : un échec en qualification à Madrid, un second tour à Belgrade où elle domine l'ancienne Top 10 Kristina Mladenovic (6-0, 4-6, 6-2) mais échoue contre la 220e mondiale Réka Luca Jani (6-4, 1-6, 3-6) et deux éliminations d'entrée à Bogota contre la Slovène Tamara Zidanšek, demi-finaliste quelques semaines plus tard Porte d'Auteuil (0-6, 5-7) et aux qualifications de Roland Garros, sortie par la 253e mondiale Antonia Lottner (5-7, 4-6). Alors qu'elle commence la saison sur gazon, elle hérite d'un tirage très difficile en présence d'Ekaterina Alexandrova à Berlin (3-6, 2-6) mais se ressaisit à Wimbledon où elle parvient jusqu'au tableau final. Alors qu'elle mène le match, elle s'effondre contre une autre qualifiée, la Colombienne Camila Osorio (6-1, 0-6, 4-6) qui remporte alors son premier match en Majeur.
Les semaines suivantes confirment son manque de forme, la Russe retournant sur le circuit ITF et disputant des WTA 125 sans gros succès. Elle est également éliminée d'entrée à Budapest par Anhelina Kalinina (4-6, 6-7) et aux qualifications de l'US Open. Elle réussit en septembre à s'introduire dans le tournoi de Chicago après les qualifications mais subit la loi de sa compatriote Veronika Kudermetova (6-7, 6-4, 2-6).
151e mondiale, elle parvient à rentrer également pour la première fois dans le tableau d'Indian Wells où elle sort l'invitée Américaine Claire Liu (6-3, 2-6, 6-1), mais également l'Espagnole Sara Sorribes Tormo (6-3, 4-6, 6-2) et prend sa revanche sur Viktorija Golubic qui réussit comme elle jusqu'à présent son meilleur résultat en WTA 1000 (1-6, 6-1, 6-3). La marche est trop haute au quatrième tour contre la Tunisienne Ons Jabeur (2-6, 2-6) qui terminera la saison dans le Top 10, mais redonne confiance à la Russe qui s'envole dans sa ville natale et disputer le tournoi de Moscou où elle sort encore des qualifications puis remporte un match contre l'Ukrainienne Dayana Yastremska (7-6, 6-4) avant d'abandonner contre la Grecque María Sákkari, septième joueuse mondiale (2-6, 0-1 ab.). Elle termine la saison par le tournoi de Courmayeur où elle sort d'entrée la locale Martina Trevisan (6-2, 6-4) puis l'Américaine Alison Riske (6-3, 0-6, 6-3) avant d'être battue sèchement par sa compatriote Liudmila Samsonova (1-6, 2-6), bouclant l'année aux portes du Top 100.

### 2022-2023: installation dans le Top 100, finale à Saint-Pétersbourg et 1/4 à Guadalajara
Elle commence l'année par une sortie des qualifications à Melbourne, devant abandonner contre la Russe Daria Kasatkina (1-6, 0-3 ab.), et échoue dès le premier tour des qualifications à l'Open d'Australie et au second tour à Saint-Pétersbourg. Malgré ces échecs, elle réintègre le Top 100 et parvient lors du WTA 250 de Guadalajara à sortir en trois manches deux Chinoises, les jeunes Zheng Qinwen (6-3, 2-6, 6-2) qui joue sa première saison complète cette année-là et Wang Xinyu (6-4, 0-6, 6-4). Elle sort également la Colombienne Camila Osorio (6-4, 6-1) mais doit abandonner en demi-finale du tournoi contre Sloane Stephens après avoir concédé le deuxième set (6-3, 5-7) contre l'ancienne numéro trois mondiale. Comme l'année passée, elle se montre en forme lors du WTA 1000 d'Indian Wells, repêchée des qualifications et profitant de l'abandon de la qualifiée Harmony Tan (6-2, 1-0 ab.) et sortant une autre Française, la vétérane Alizé Cornet (6-4, 0-6, 6-2), s'effondrant au troisième tour contre la Roumaine Sorana Cîrstea (7-5, 1-6, 0-6).
Elle parvient également jusqu'au troisième tour à Miami, sortant difficilement l'invitée Robin Montgomery (4-6, 6-4, 7-6) et surtout la numéro huit mondiale Karolína Plíšková, finaliste du dernier Wimbledon (6-3, 6-3). Il s'agit de sa première victoire sur une Top 10 depuis trois ans. Alors qu'elle bénéficie d'un tableau ouvert avec un match prévu contre Lucia Bronzetti, elle déclare forfait, réapparaissant en mai, à Rabat où elle est battue par l'Italienne (3-6, 7-6, 3-6). Elle hérite de l'Américaine Madison Keys (3-6, 6-3, 4-6) à Roland Garros et ne prend pas part à Wimbledon malgré quelques tournois sur herbe. Elle y remporte lors de la tournée sur gazon des matchs à Bois-Le-Duc contre la locale Suzan Lamens (7-6, 6-3) et à Berlin de nouveau contre Alizé Cornet (6-4, 6-4), arrêtés à chaque fois au second tour par la Suissesse Belinda Bencic. Elle voit la Française prendre sa revanche ) Bad Hombourg (2-6, 4-6) et décide de disputer deux tournois sur terre avant la tournée américaine. Elle parvient à battre la Slovène Tamara Zidanšek, demi-finaliste l'année passée à Roland Garros (7-6, 3-6, 6-3) à Lausanne, mais est renversée par Olga Danilović (3-6, 6-3, 5-7) et doit abandonner dès son entrée en lice à Hambourg contre Magdalena Fręch (1-6 ab.).
Elle remporte aisément un premier match à Washington contre la locale Madison Brengle (6-3, 6-0) et profite de l'abandon de l'ancienne numéro une Simona Halep (7-5, 2-0 ab.) pour jouer les quarts de finale où elle est stoppée par l'Estonienne Kaia Kanepi (7-6, 4-6, 3-6), finaliste quelques jours plus tard. Elle confirme ses accointances avec les WTA 1000 Américains, et ne lâche pas un set à Cincinnati contre l'invitée Tatjana Maria (6-0, 6-1), sa compatriote Anastasia Potapova (7-5, 6-1) et l'Italienne Martina Trevisan (7-6, 7-5) avant d'abandonner en plein match contre la numéro sept mondiale Aryna Sabalenka, demi-finaliste quelques semaines plus tard à l'US Open (3-6, 1-4 ab.). Elle gagne lors du majeur américain son premier match en Grand Chelem depuis deux ans contre la Suédoise Johanna Larsson (6-4, 6-3) mais est nettement effacée par la Française Caroline Garcia (3-6, 1-6), futur demi-finaliste.
Elle termine l'année en atteingnant pour la première fois de sa carrière les quarts de finale d'un WTA 1000 et en éliminant dès le premier tour à Guadalajara la Tchèque Barbora Krejčíková (6-3, 6-4), ainsi qu'Elise Mertens (6-4, 0-6, 7-5) et sa compatriote Daria Kasatkina (6-2, 2-6, 6-3). Elle abandonne en quarts de finale contre la Tchèque Marie Bouzková après une blessure au pied pour la sixième fois de la saison.
Elle commence la saison 2023 en ne sortant pas des qualifications à Adelaïde 1, mais y parvient lors du deuxième tournoi où elle se permet d'écarter la Lettone Jeļena Ostapenko, ancienne numéro cinq mondiale (6-3, 6-4) avant de voir de nouveau sa route barrée par Belinda Bencic (3-6, 3-6). Elle rejoue l'Open d'Australie pour la première fois depuis trois ans, mais hérite de l'Américaine Danielle Collins au tirage, onzième mondiale et finaliste du tournoi l'année passée. Après une grosse bataille, elle doit céder (5-7, 7-5, 4-6). Malgré un match remporté à Hua Hin contre la modeste Ekaterina Makarova, 221e (6-1, 6-1), elle cède lors des trois rencontres suivantes, contre Lesia Tsurenko, 136e (0-6, 7-6, 4-6), toujours en Thaïlande et en qualifications de Doha et Dubaï. Elle vainc deux joueuses hors du Top 100, la Japonaise Nao Hibino (6-4, 3-6, 6-2) et l'ancienne Top 10 Coco Vandeweghe qui dispute sa dernière saison sur le circuit (6-3, 6-1) à Austin avant d'être renversée encore contre Danielle Collins (6-3, 2-6, 1-6).
Elle termine la tournée de début de saison sur dur avec deux deuxième tour à Indian Wells contre l'ancienne numéro une Karolína Plíšková où elle est renversée (6-2, 0-6, 4-6) et à Miami contre la numéro sept Elena Rybakina, finaliste à l'Open d'Australie (5-7, 6-4, 3-6). Elle montre de belles dispositions sur terre à Charleston d'abords, en se débarrassant d'Anhelina Kalinina (7-6, 6-4), d'Alizé Cornet (7-6, 4-6, 6-2) et l'ancienne numéro une Victoria Azarenka (6-4, 7-6), devant seulement abandonner contre la numéro cinq mondiale Ons Jabeur (0-6, 1-4 ab.), finaliste à Wimbledon et à l'US Open la saison passée. Elle participe lors du printemps européen pour la première fois au tournoi de Madrid et de Rome. Elle renverse en capitale espagnole la très jeune Tchèque Brenda Fruhvirtová qui dispute comme elle pour la première fois le tournoi (2-6, 6-4, 6-4) puis remporte son premier et unique match de la saison contre une joueuse du Top 10, prenant sa revanche sur Elena Rybakina (7-5, 4-6, 6-2) avant d'être sortie par la Croate Petra Martić (3-6, 6-4, 3-6). Elle atteint également le troisième tour en Italie où elle élimine Dayana Yastremska (6-4, 6-2) et Elise Mertens (6-4, 4-6, 6-3) avant d'abandonner contre la future lauréate, Elena Rybakina qu'elle affronte pour la troisième fois en deux mois (3-4 ab.).
Pas épargnée par les blessures, la Russe reprend seulement en août, à l'US Open où elle franchit un tour pour son retour avant de s'envoler disputer la tournée asiatique. Elle récolte à Osaka deux succès contre Jule Niemeier (6-4, 6-4) et Harriet Dart (7-6, 6-2), éliminée par la jeune Ashlyn Krueger (3-6, 1-6), vainqueur quelques jours plus tard de son premier titre WTA. Les semaines suivantes sont compliquées avec deux défaites au premier tour à Guangzhou et Tokyo et une élimination en qualifications à Pékin. 
Elle joue néanmoins une finale de tournoi WTA 125 à Tampico en octobre où elle ne rencontre que des Américaines. Elle sort facilement Jessie Aney (6-1, 6-1), Varvara Lepchenko (6-1, 6-2), Katie Volynets (6-3, 6-1) et Elizabeth Mandlik (6-2, 6-1) mais perd en finale contre Emina Bektas (3-6, 6-3, 6-7). Elle remporte un premier titre en WTA 125 en carrière à Midland début novembre pour terminer sa saison.

### 2024: premier 1/4 en Grand Chelem, première finale WTA 1000 et entrée dans le top 20
Elle gagne son premier match à l'Open d'Australie en 2024 contre l'Américaine qualifiée Katie Volynets (6-3, 3-6, 6-2). Elle passe ensuite en troisième tour de Grand Chelem pour la première fois de sa vie en éliminant la Néerlandaise Arantxa Rus (6-1, 7-5) puis sort une autre Américaine, l'ancienne numéro quatre Sloane Stephens, renversant le cours du match (6-7, 6-1, 6-4). Elle ne s'arrête pas là et profite d'un tableau ouvert pour s'offrir une place en quarts de finale en sortant l'Italienne Jasmine Paolini (6-4, 6-2). Elle joue alors la Chinoise Zheng Qinwen, outsider du tournoi qui la renverse (7-6, 3-6, 1-6) et intègre ainsi pour la première fois le Top 10.
En février, à Dubaï, 40e mondiale, issue des qualifications, elle se défait de trois top 10 : Jeļena Ostapenko (no 9) au 3e tour (6-4, 7-5), Coco Gauff (no 3) en quart de finale (2-6, 6-4, 6-2) et Iga Świątek (no 1) en demi-finale (6-4, 6-4). Elle accède ainsi à la première finale de WTA 1000 de sa carrière. Opposée à Jasmine Paolini, elle mène 6-4, 3-1, lorsque Paolini se ressaisit et gagne le deuxième set. Dans le troisième, Kalinskaya semble à nouveau avoir partie gagnée (5-3). C'est alors qu'elle perd tous ses moyens. Paolini retourne une nouvelle fois la situation, empoche les quatre jeux suivants et remporte le titre (4-6, 7-5, 7-5). Le 26 février, Kalinskaya est 24e au classement WTA.
En juin, à Berlin, favorisée par l'abandon de deux adversaires (Markéta Vondroušová au deuxième tour et  Aryna Sabalenka en quart), elle accède à la demi-finale contre l'ancienne no 1 mondiale Victoria Azarenka. Elle s'impose (6-1, 6-3-7, 6-1) et se retrouve en finale pour la deuxième fois de l'année. Opposée à Jessica Pegula, 5e mondiale, elle mène 4-1 dans le troisième set. Mais, comme à Dubaï, elle laisse son adversaire remonter. Elle obtient cinq balles de titre qu'elle ne réussit pas à convertir. Elle cède dans le tie-break final (7-60, 4-6, 63-7). Le 24 juin, elle entre pour la première fois dans le top 20 (17e).

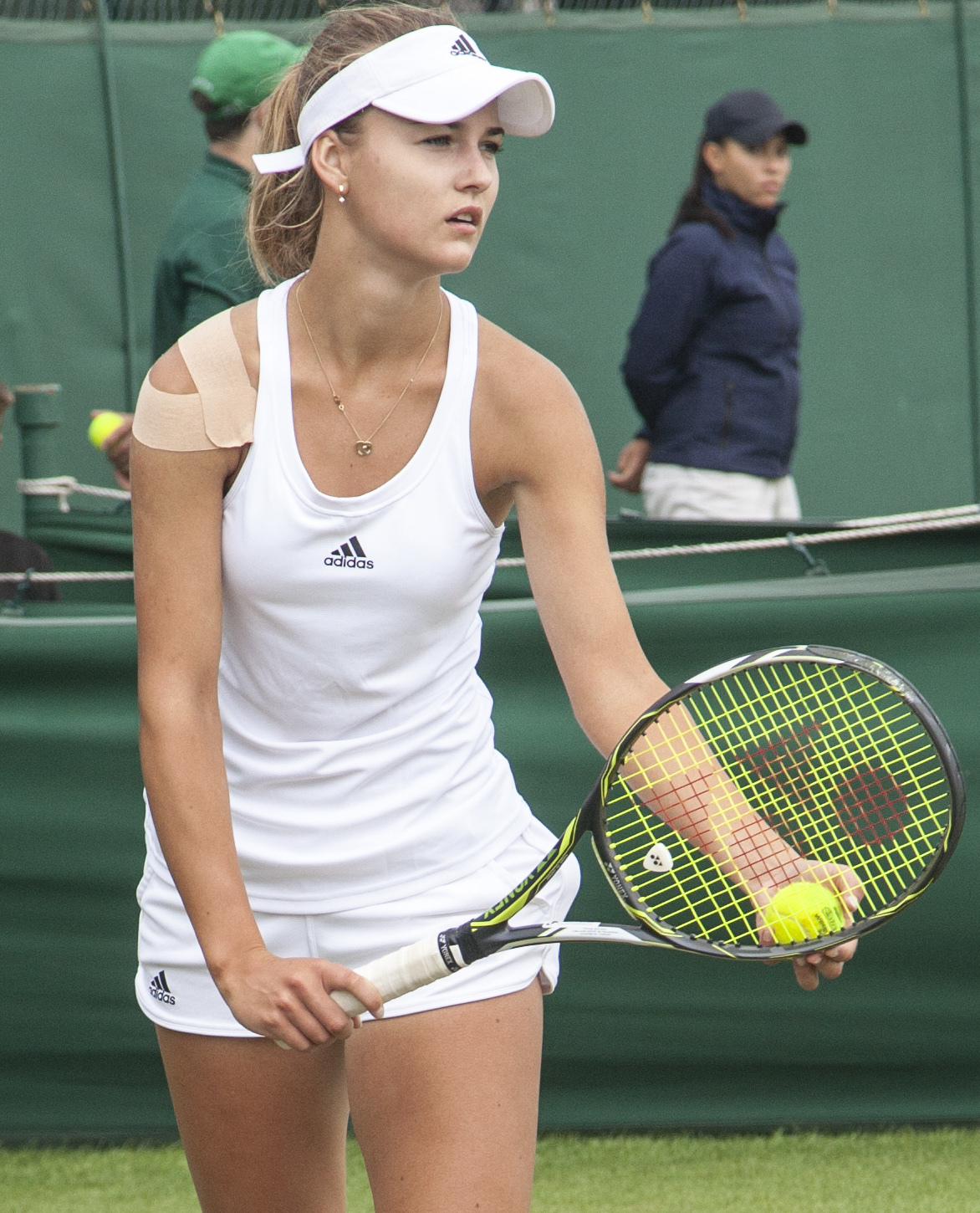
Anna Kalinskaya à Wimbledon en 2017.

Elle remporte son premier match en carrière à Wimbledon contre la qualifiée hongroise Panna Udvardy (6-3, 6-2) puis sort la Tchèque Marie Bouzková, ancienne quart de finaliste (6-4, 6-1) et sa compatriote Liudmila Samsonova toujours en deux manches (7-6, 6-2) avant d'abandonner contre une ancienne lauréate, Elena Rybakina (3-6, 0-3 ab.), blessée au bras droit. Elle hérite mi-août de l'Espagnole Paula Badosa, récente vainqueur de Washington et ancienne numéro deux mondiale à Cincinnati et est effacée en deux sets (3-6, 2-6).
Participant à l'US Open en fin d'année, elle y réussit jusqu'alors son meilleur parcours en carrière, remportant deux matchs contre la locale Lauren Davis (6-2, 6-2) et la Hongroise Anna Bondár (6-2, 6-4), s'inclinant contre l'ancienne Top 10 au troisième tour Beatriz Haddad Maia (3-6, 1-6). Jouant début octobre son premier tournoi de Pékin en carrière, elle remonte un handicap d'un set à zéro deux fois contre les Américaines Hailey Baptiste (3-6, 7-6, 7-6), passant à deux points de la défaite et Peyton Stearns (3-6, 6-3, 3-1 ab.) avant de s'effondrer en huitièmes de finale face à l'Ukrainienne 115e mondiale Yulia Starodubtseva qui joue son premier WTA 1000 en carrière (5-7, 0-6) alors qu'elle est sortie des qualifications. Elle confirme sa fin de saison maussade par une défaite au deuxième tour de Wuhan contre sa compatriote Ekaterina Alexandrova (4-6, 7-6, 1-6) après une victoire facile sur Anna Bondár (1-6, 3-6) et un quart de finale à Ningbo où elle renverse Priscilla Hon (3-6, 6-3, 6-4) et sort la locale Yuan Yue (6-3, 6-3) avant de tomber contre Karolína Muchová, finaliste à Pékin et demi-finaliste récente à l'US Open (6-2, 2-6, 3-6).

### 2025: finale à Washington, quart à Cincinnati et finale en double à Brisbane
Elle commence la saison par une défaite contre la jeune Américaine Ashlyn Krueger (3-6, 3-6) à Brisbane, en préparation de l'Open d'Australie et un abandon à Adelaïde dès le premier tour contre la Suissesse Belinda Bencic, ancienne numéro quatre mondiale et qui revient sur le circuit après une grossesse (2-6, 0-1 ab.).
Elle joue sa première finale en simple de la saison en juillet à Washington, ne cédant aucun set contre sa compatriote qualifiée Kamilla Rakhimova (6-2, 6-3), la Polonaise Magda Linette (6-4, 6-0), la Danoise Clara Tauson (6-3, 7-5), finaliste cette saison-là à Dubaï et l'ancienne vainqueur de l'US Open Emma Raducanu (6-4, 6-3). Elle s'effondre totalement en finale contre l'autre finaliste de l'US Open 2021, la Canadienne Leylah Fernandez (1-6, 2-6), manquant une nouvelle occasion de remporter son premier titre.
Elle continue sa bonne tournée américaine à Cincinnati où elle se joue difficilement des locales Peyton Stearns (7-6, 4-6, 6-1) pour franchir pour la première fois le deuxième tour ici et Amanda Anisimova, autrice de sa première finale en Grand Chelem à Wimbledon cette saison là (7-5, 6-4). Elle franchit l'obstacle que constitue sa compatriote Ekaterina Alexandrova (3-6, 7-6, 6-1) pour disputer son troisième quart de finale en WTA 1000. Elle y affronte la numéro trois mondiale Iga Świątek, vainqueur de son premier Wimbledon un mois plus tôt et s'incline logiquement contre la Polonaise (3-6, 4-6).

## Palmarès

### Titre en simple dames
Aucun.

### Finales en simple dames
| No | Date       | Nom et lieu du tournoi                      | Catégorie | Dotation    | Surface      | Vainqueure       | Score           |          |
| -- | ---------- | ------------------------------------------- | --------- | ----------- | ------------ | ---------------- | --------------- | -------- |
| 1  | 18-02-2024 | Dubai Duty Free Tennis Championships, Dubaï | WTA 1000  | 3 211 715 $ | Dur (ext.)   | Jasmine Paolini  | 4-6, 7-5, 7-5   | Parcours |
| 2  | 17-06-2024 | ecotrans Ladies Open, Berlin                | WTA 500   | 922 573 $   | Gazon (ext.) | Jessica Pegula   | 60-7, 6-4, 7-63 | Parcours |
| 3  | 21-07-2025 | Mudabala Citi DC Open, Washington           | WTA 500   | 1 282 951 $ | Dur (ext.)   | Leylah Fernandez | 6-1, 6-2        | Parcours |

### Titres en double dames
| No | Date       | Nom et lieu du tournoi                         | Catégorie | Dotation    | Surface      | Partenaire        | Finalistes                         | Score               |          |
| -- | ---------- | ---------------------------------------------- | --------- | ----------- | ------------ | ----------------- | ---------------------------------- | ------------------- | -------- |
| 1  | 29-04-2019 | Prague Open Prague                             | Intern'l  | 226 750 $   | Terre (ext.) | Viktória Kužmová  | Nicole Melichar Květa Peschke      | 4-6, 7-5, [10-7]    | Parcours |
| 2  | 13-09-2021 | Zavarovalnica Sava Portorož Portorož           | WTA 250   | 235 238 $   | Dur (ext.)   | Tereza Mihalíková | Aleksandra Krunić Lesley Kerkhove  | 4-6, 6-2, [12-10]   | Parcours |
| 3  | 07-02-2022 | St. Petersburg Ladies Trophy Saint-Pétersbourg | WTA 500   | 703 580 $   | Dur (int.)   | Catherine McNally | Alicja Rosolska Erin Routliffe     | 6-3, 6-75, [10-4]   | Parcours |
| 4  | 22-04-2025 | Mutua Madrid Open Madrid                       | WTA 1000  | 8 963 700 $ | Terre (ext.) | Sorana Cîrstea    | Veronika Kudermetova Elise Mertens | 610-7, 6-2, [12-10] | Parcours |

### Finales en double dames
| No | Date       | Nom et lieu du tournoi                         | Catégorie | Dotation    | Surface    | Vainqueures                            | Partenaire        | Score             |          |
| -- | ---------- | ---------------------------------------------- | --------- | ----------- | ---------- | -------------------------------------- | ----------------- | ----------------- | -------- |
| 1  | 28-01-2019 | St. Petersburg Ladies Trophy Saint-Pétersbourg | Premier   | 757 900 $   | Dur (int.) | Margarita Gasparyan Ekaterina Makarova | Viktória Kužmová  | 7-5, 7-5          | Parcours |
| 2  | 01-02-2021 | Yarra Valley Classic Melbourne                 | WTA 500   | 565 530 $   | Dur (ext.) | Shuko Aoyama Ena Shibahara             | Viktória Kužmová  | 6-3, 6-4          | Parcours |
| 3  | 01-08-2022 | Citi Open Washington                           | WTA 250   | 251 750 $   | Dur (ext.) | Jessica Pegula Erin Routliffe          | Catherine McNally | 6-3, 5-7, [12-10] | Parcours |
| 4  | 11-09-2023 | Kinoshita Group Japan Open Osaka               | WTA 250   | 259 303 $   | Dur (ext.) | Anna-Lena Friedsam Nadiia Kichenok     | Yulia Putintseva  | 7-63, 6-3         | Parcours |
| 5  | 29-12-2024 | Brisbane International by Evie Brisbane        | WTA 500   | 1 520 600 $ | Dur (ext.) | Mirra Andreeva Diana Shnaider          | Priscilla Hon     | 7-66, 7-5         | Parcours |

### Titre en simple en WTA 125
| No | Date       | Nom et lieu du tournoi      | Catégorie | Dotation  | Surface    | Finaliste | Score    |          |
| -- | ---------- | --------------------------- | --------- | --------- | ---------- | --------- | -------- | -------- |
| 1  | 30-10-2023 | Dow Tennis Classic, Midland | WTA 125   | 115 000 $ | Dur (int.) | Jana Fett | 7-5, 6-4 | Parcours |

### Finale en simple en WTA 125
| No | Date       | Nom et lieu du tournoi   | Catégorie | Dotation  | Surface    | Vainqueure   | Score          |          |
| -- | ---------- | ------------------------ | --------- | --------- | ---------- | ------------ | -------------- | -------- |
| 1  | 23-10-2023 | Abierto Tampico, Tampico | WTA 125   | 115 000 $ | Dur (ext.) | Emina Bektas | 6-3, 3-6, 7-63 | Parcours |

## Parcours en Grand Chelem

### En simple dames
| Année | Open d'Australie | Open d'Australie     | Internationaux de France | Internationaux de France | Wimbledon       | Wimbledon        | US Open         | US Open             |
| ----- | ---------------- | -------------------- | ------------------------ | ------------------------ | --------------- | ---------------- | --------------- | ------------------- |
| 2017  | Q1               | Stefanie Vögele      | Q1                       | Antonia Lottner          | Q1              | Françoise Abanda | Q1              | Junri Namigata      |
| 2018  | 1er tour (1/64)  | Camila Giorgi        | Q3                       | Viktorija Golubic        | Q3              | Viktoriya Tomova | 1er tour (1/64) | Julia Görges        |
| 2019  | 1er tour (1/64)  | Aryna Sabalenka      | Q1                       | Varvara Lepchenko        | 1er tour (1/64) | Magda Linette    | 2e tour (1/32)  | Kristie Ahn         |
| 2020  | 1er tour (1/64)  | Zheng Saisai         | 1er tour (1/64)          | Eugenie Bouchard         | Annulé          | Annulé           | 2e tour (1/32)  | Karolína Muchová    |
| 2021  | Q2               | Clara Burel          | Q1                       | Antonia Lottner          | 1er tour (1/64) | Camila Osorio    | Q2              | V. Grammatikopoúlou |
| 2022  | Q1               | Andrea Lázaro García | 1er tour (1/64)          | Madison Keys             | —               | —                | 2e tour (1/32)  | Caroline Garcia     |
| 2023  | 1er tour (1/64)  | Danielle Collins     | —                        | —                        | —               | —                | 2e tour (1/32)  | Sorana Cîrstea      |
| 2024  | 1/4 de finale    | Zheng Qinwen         | 2e tour (1/32)           | Bianca Andreescu         | 1/8 de finale   | Elena Rybakina   | 3e tour (1/16)  | Beatriz Haddad Maia |
| 2025  | —                | —                    | 1er tour (1/64)          | Marie Bouzková           | 2e tour (1/32)  | Clara Tauson     |                 |                     |

N.B. : à droite du résultat se trouve le nom de l'ultime adversaire.

### En double dames
| Année | Open d'Australie                                                                     | Open d'Australie                                                                      | Internationaux de France                                                                 | Internationaux de France                                                              | Wimbledon                                                                          | Wimbledon                                                                              | US Open                                                                             | US Open |
| ----- | ------------------------------------------------------------------------------------ | ------------------------------------------------------------------------------------- | ---------------------------------------------------------------------------------------- | ------------------------------------------------------------------------------------- | ---------------------------------------------------------------------------------- | -------------------------------------------------------------------------------------- | ----------------------------------------------------------------------------------- | ------- |
| 2018  | —                                                                                    | —                                                                                     | 1er tour (1/32) E. Makarova \|\| style="text-align:left;" \| J. Brady V. King            | —                                                                                     | —                                                                                  | —                                                                                      | —                                                                                   |         |
| 2019  | —                                                                                    | —                                                                                     | —                                                                                        | —                                                                                     | —                                                                                  | —                                                                                      | 1/8 de finale Y. Putintseva \|\| style="text-align:left;" \| T. Babos K. Mladenovic |         |
| 2020  | 1er tour (1/32) Y. Putintseva \|\| style="text-align:left;" \| M. Doi M. Niculescu   | 1er tour (1/32) Y. Putintseva \|\| style="text-align:left;" \| T. Babos K. Mladenovic | Annulé                                                                                   | Annulé                                                                                | —                                                                                  | —                                                                                      |                                                                                     |         |
| 2021  | 1/8 de finale V. Kužmová \|\| style="text-align:left;" \| A. Krunić M. Trevisan      | 1er tour (1/32) V. Kužmová \|\| style="text-align:left;" \| N. Hibino O. Kalashnikova | 2e tour (1/16) Y. Putintseva \|\| style="text-align:left;" \| B. Krejčíková K. Siniaková | 1er tour (1/32) Y. Putintseva \|\| style="text-align:left;" \| Hsieh S.-w. E. Mertens |                                                                                    |                                                                                        |                                                                                     |         |
| 2022  | —                                                                                    | —                                                                                     | 2e tour (1/16) D. Gálfi \|\| style="text-align:left;" \| A. Bondár G. Minnen             | —                                                                                     | —                                                                                  | 1er tour (1/32) D. Vekić \|\| style="text-align:left;" \| V. Kudermetova E. Mertens    |                                                                                     |         |
| 2023  | 1/4 de finale C. Dolehide \|\| style="text-align:left;" \| S. Aoyama E. Shibahara    | —                                                                                     | —                                                                                        | —                                                                                     | —                                                                                  | 1er tour (1/32) A. Pavlyuchenkova \|\| style="text-align:left;" \| J. Brady L. Stefani |                                                                                     |         |
| 2024  | 1/8 de finale E. Alexandrova \|\| style="text-align:left;" \| S. Hunter K. Siniaková | 2e tour (1/16) E. Vesnina \|\| style="text-align:left;" \| Chan H.-c. V. Kudermetova  | —                                                                                        | —                                                                                     | 2e tour (1/16) K. Boulter \|\| style="text-align:left;" \| D. Schuurs L. Stefani   |                                                                                        |                                                                                     |         |
| 2025  | —                                                                                    | —                                                                                     | —                                                                                        | —                                                                                     | 1/4 de finale S. Cîrstea \|\| style="text-align:left;" \| Hsieh S.-w. J. Ostapenko | —                                                                                      | —                                                                                   |         |

N.B. : le nom de la partenaire se trouve sous le résultat ; les noms des ultimes adversaires se trouvent à droite.

## Parcours en «Premier» et WTA 1000
Les tournois WTA « Premier Mandatory » et « Premier 5 » (entre 2009 et 2020) et WTA 1000 (à partir de 2021) constituent les catégories d'épreuves les plus prestigieuses, après les quatre levées du Grand Chelem. 

De 2009 à 2023, les tournois Premier Mandatory (dits tournois WTA 1000 obligatoires entre 2021 et 2023) regroupent Indian Wells, Miami, Madrid et Pékin, les autres constituant les tournois Premier 5 (tournois WTA 1000 non-obligatoires). À partir de 2024, le nombre de tournois WTA 1000 passe à 10 par saison (fin de l’alternance Doha / Dubaï), ces derniers devenant tous obligatoires et offrant tous 1000 points à la vainqueure (contre 900 points précédemment pour les tournois Premier 5).

### En simple dames
| Année |       |                              |                              |                             |                            |                          |                             |                             |                             |                                |  |                               |
| Doha  | Dubaï | Indian Wells                 | Miami                        | Madrid                      | Rome                       | Canada                   | Cincinnati                  | Pékin                       |                             | Wuhan                          |  |                               |
| Doha  | Dubaï | Indian Wells                 | Miami                        | Madrid                      | Rome                       | Canada                   | Cincinnati                  | Pékin                       | Guadalajara                 |                                |  |                               |
| Doha  | Dubaï | Indian Wells                 | Miami                        | Madrid                      | Rome                       | Canada                   | Cincinnati                  | Pékin                       |                             |                                |  |                               |
| 2020  |       |                              | WTA 500                      | Annulé                      | Annulé                     | Annulé                   |                             | Annulé                      | 1er tour (1/32) M. Bouzková | Annulé                         |  | Annulé                        |
| 2021  |       | WTA 500                      |                              | 4e tour (1/8) O. Jabeur     | 3e tour (1/16) G. Muguruza |                          |                             |                             |                             | Annulé                         |  | Annulé                        |
| 2022  |       |                              | WTA 500                      | 3e tour (1/16) S. Cîrstea   | 3e tour (1/16) Forfait     |                          |                             |                             | 2e tour (1/16) A. Sabalenka | Hors calendrier                |  | 1/4 de finale M. Bouzková     |
| 2023  |       | WTA 500                      |                              | 2e tour (1/32) Ka. Plíšková | 2e tour (1/32) E. Rybakina | 3e tour (1/16) P. Martić | 3e tour (1/16) E. Rybakina  |                             |                             |                                |  |                               |
| 2024  |       | 1er tour (1/32) Ka. Plíšková | Finale J. Paolini            | 3e tour (1/16) J. Paolini   | 4e tour (1/8) Forfait      | 2e tour (1/32) S. Bejlek | 3e tour (1/16) E. Svitolina | 3e tour (1/8) A. Anisimova  | 2e tour (1/16) P. Badosa    | 4e tour (1/8) Y. Starodubtseva |  | 2e tour (1/16) E. Alexandrova |
| 2025  |       | 1er tour (1/32) C. Bucșa     | 1er tour (1/32) E. Svitolina | 1er tour (1/64) A. Parks    | 3e tour (1/16) J. Pegula   | 3e tour (1/16) M. Keys   | 2e tour (1/32) P. Stearns   | 3e tour (1/16) E. Svitolina | 1/4 de finale I. Świątek    |                                |  |                               |

Sous le résultat, l’ultime adversaire.
1. 1 2   Les tournois de Doha et Dubaï alternent le statut de tournoi WTA 1000 (ex Premier 5) entre 2009 et 2023 : les trois premières éditions ont lieu à Dubaï, les trois suivantes à Doha, puis Dubaï accueille le tournoi de cette catégorie les années impaires et Dubaï les années paires. De 2011 à 2023, la ville qui n’accueille pas de WTA 1000 organise à la place un tournoi WTA 500 (ex Premier).
2. 1 2 3 4 5 6 7   L’ordre de déroulement des tournois a évolué depuis 2009 : Rome se dispute avant Madrid et Cincinnati avant Montréal/Toronto jusqu’en 2010, tandis que Tokyo (2009-2013)-Wuhan (2014-2019, 2024-)-Guadalajara (2022-2023) ont lieu avant Pékin jusqu’en 2023.
3. 1 2 3 4 5 6 7 8  Du fait de la pandémie de Covid-19, les tournois d’Indian Wells, de Miami, de Madrid, du Canada, de Wuhan et de Pékin sont annulés en 2020. Ces deux derniers le sont également en 2021. Pour des raisons d’organisation, le tournoi de Cincinnati 2020 a exceptionnellement lieu à Flushing Meadows à New York.
4. ↑  Le 1er décembre 2021, le président de la WTA, Steve Simon, annonce que tous les tournois prévus en Chine et à Hong Kong sont suspendus à partir de 2022, en raison de préoccupations concernant la sécurité et le bien-être de la joueuse de tennis chinoise Peng Shuai après ses allégations de relations sexuelles non-consenties avec Zhang Gaoli, membre de haut rang du Parti communiste chinois. Le tournoi de Pékin revient en 2023. Le tournoi de Guadalajara remplace celui de Wuhan pendant deux ans, ce dernier réapparaissant en 2024.

## Classements WTA en fin de saison
| Année          | 2015 | 2016 | 2017 | 2018 | 2019 | 2020 | 2021 | 2022 | 2023 | 2024 |
| Rang en simple | 681  | 200  | 146  | 169  | 100  | 114  | 110  | 58   | 77   | 14   |
| Rang en double | 620  | 153  | 133  | 121  | 81   | 105  | 90   | 78   | 76   | 139  |

Source : (en) Classements de Anna Kalinskaya sur le site officiel de la Fédération internationale de tennis

## Victoires sur le top 10
Toutes ses victoires sur des joueuses classées dans le top 10 de la WTA lors de la rencontre.
| Légende      |
| ------------ |
| Grand Chelem |
| WTA 1000     |
| WTA 500      |
| WTA 250      |
| Fed Cup      |

| #  | Rang   |  | Tournoi    | Année | Surface      |                 | Adversaire          | Rang  | Tour          | Score         | Tableau |
| -- | ------ |  | ---------- | ----- | ------------ | --------------- | ------------------- | ----- | ------------- | ------------- | ------- |
| 1  | no 127 |  | US Open    | 2019  | Dur          |                 | Sloane Stephens     | no 10 | 1/64          | 6-3, 6-4      | Tableau |
| 2  | no 84  |  | Miami      | 2022  | Dur          |                 | Karolína Plíšková   | no 8  | 1/32          | 6-3, 6-3      | Tableau |
| 3  | no 62  |  | Madrid     | 2023  | Terre battue |                 | Elena Rybakina      | no 7  | 1/32          | 7-5, 4-6, 6-2 | Tableau |
| 4  | no 75  |  | Adélaïde   | 2024  | Dur          |                 | Barbora Krejčíková  | no 10 | 1/16          | 7-5, 3-6, 7-5 | Tableau |
| 5  | no 40  |  | Dubaï      | 2024  | Dur          |                 | Jeļena Ostapenko    | no 9  | 1/8           | 6-4, 7-5      | Tableau |
| 6  | no 40  |  | Dubaï      | 2024  | Dur          | Coco Gauff      | no 3                | 1/4   | 2-6, 6-4, 6-2 |               | Tableau |
| 7  | no 40  |  | Dubaï      | 2024  | Dur          | Iga Świątek     | no 1                | 1/2   | 6-4, 6-4      |               | Tableau |
| 8  | no 25  |  | Miami      | 2024  | Dur          |                 | Jeļena Ostapenko    | no 10 | 1/16          | 6-3, 6-1      | Tableau |
| 9  | no 24  |  | Berlin     | 2024  | Gazon        |                 | Markéta Vondroušová | no 6  | 1/8           | 5-5 ab.       | Tableau |
| 10 | no 24  |  | Berlin     | 2024  | Gazon        | Aryna Sabalenka | no 3                | 1/4   | 5-1 ab.       |               | Tableau |
| 11 | no 33  |  | Charleston | 2025  | Terre battue |                 | Madison Keys        | no 5  | 1/8           | 6-2, 6-4      | Tableau |
| 12 | no 34  |  | Cincinnati | 2025  | Dur          |                 | Amanda Anisimova    | no 8  | 1/16          | 7-5, 6-4      | Tableau |